# 고지마역
고지마역(일본어: 児島駅)은 일본 오카야마현 구라시키시에 위치한 역이다. 혼시비산 선의 역으로 서일본 여객철도과 관할하고 있다. 이 역의 다음역인 우타즈역은 세토 대교를 건너에 있으며, 시코쿠 여객철도가 관할하고 있다.

## 역사
- 1988년 3월 20일 : 서일본 여객철도의 역으로 개통됨
- 1988년 4월 10일 : 우타즈역으로 연장 개통됨

## 인접역
| 서일본 여객철도        | 서일본 여객철도 | 서일본 여객철도    |
| ---------------------- | --------------- | ------------------ |
| 가미노초 자야마치 방면 | ■ 혼시비산 선   | 우타즈 우타즈 방면 |